# Jakub Sichálek
Jakub Sichálek (* 27. dubna 1978 Přílepy) je český literární historik.
Odborně se zabývá zejména dějinami starší české literatury a českou literaturou vrcholného a pozdního středověku. Zkoumá mj. středověké biblické apokryfy ve středoevropském prostoru.
Působil mj. na Akademii věd ČR, Ostravské univerzitě a Rakouské akademii věd.

## Z díla
- Veřejná komunikace v období reformací. Česká literatura (časopis pro literární vědu), roč. 55, č. 1, (2007,) s. 129-131
- Vícejazyčnost literárního života v českých zemích 14. a 15. století. Sedm tematických exkurzů v rámci bohemistiky. In: Česká literatura (časopis pro literární vědu), roč. 62, č. 6 (2014), s. 711-744.
- European Background. Czech Translations. In: Solopova, E. (ed.): The Wycliffite Bible. Origin, History and Interpretation. Leiden 2016, s. 66-84.